# SS 아라빅

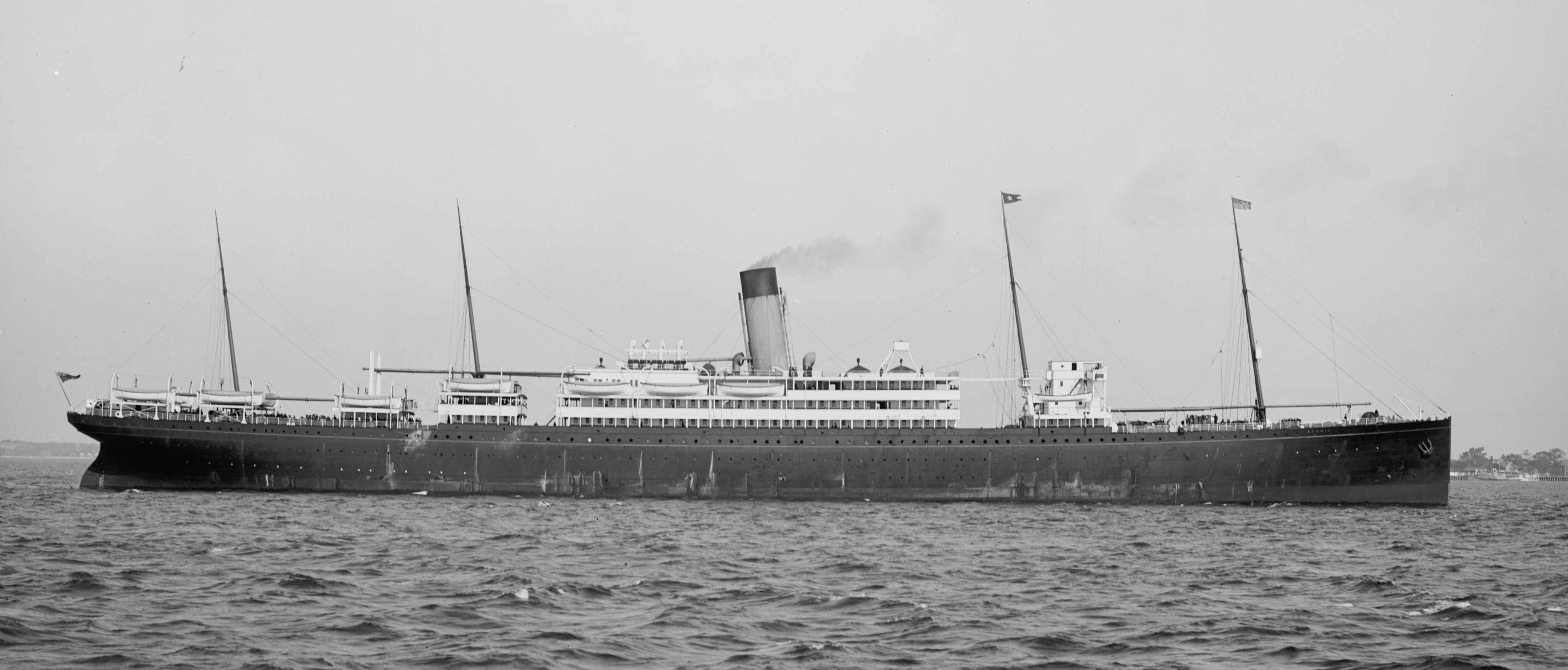
SS 아라빅(1905년 경)

SS 아라빅(SS Arabic)은 영국 화이트 스타 라인 소속 원양 정기선으로 코브를 경유해서 리버풀-뉴욕을 오갔다. 할랜드 앤드 울프에서 건조됐으며 1903년 6월 26일 첫 항해를 했다. 시속 30km였으며 승객은 1,400명(1등석 200명, 2등석 200명, 3등석 1,000명)이었다. 1915년 8월 19일 제1차 세계 대전 중 독일 잠수함 SM U-24에 의해 아일랜드 먼스터 지방의 도시 킨세일(Kinsale) 남방 80km에서 침몰해서 외교 문제로 이어졌다.